# Styringomyia ceylonica
Styringomyia ceylonica är en tvåvingeart som beskrevs av Edwards 1911. Styringomyia ceylonica ingår i släktet Styringomyia och familjen småharkrankar. Inga underarter finns listade i Catalogue of Life.